# Rajarsi Janakananda

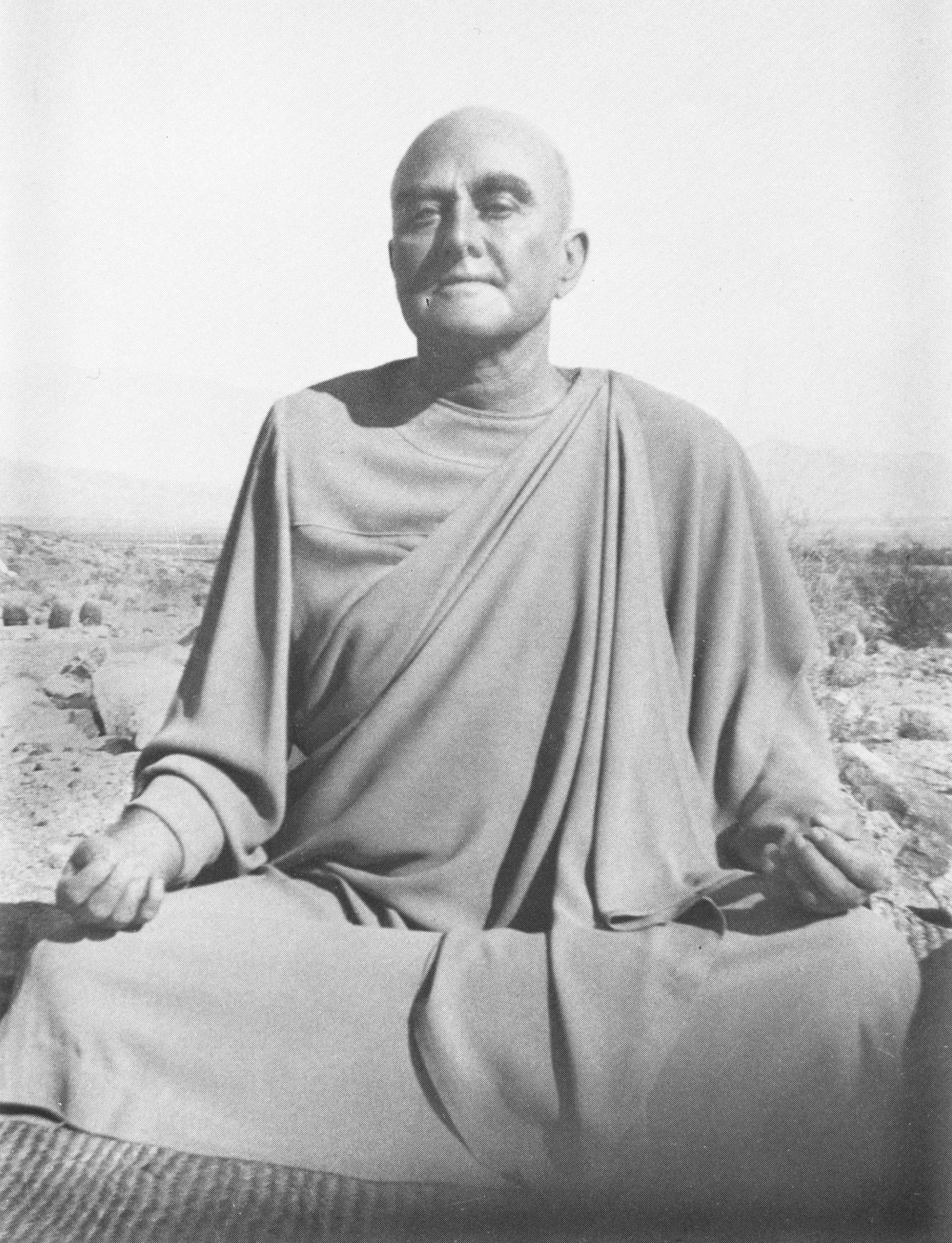
Rajarsi Janakananda.

Rajarsi Janakanda, nació con el nombre de James Jesse Lynn (5 de mayo de 1892 – 20 de febrero de 1955) fue el presidente de Self-Realization Fellowship (SRF) entre los años de 1952 a 1955.
Fue un discípulo cercano a Paramahansa Yogananda por más de 23 años y fue elegido por Yogananda para dirigir SRF como primer presidente. A su muerte, este fue sucedido por Sri Daya Mata (también conocida como Faye Wright)